# Chaume (agriculture)
Pour les articles homonymes, voir Chaume.
En agriculture, le chaume, autrefois appelé « éteule », est un résidu de culture constitué par la partie des tiges (appelées également chaume, terme botanique) de céréales qui reste sur le sol après la moisson. Le reste de la tige constitue la paille, généralement enlevée du champ, mais qui peut aussi y être laissée, éventuellement hachée. La hauteur du chaume, et par conséquent la proportion de chaume et de paille, dépend du réglage en hauteur de la barre de coupe de la moissonneuse-batteuse.
Par métonymie, le terme « chaume » désigne aussi un champ couvert de chaume, c'est-à-dire un champ moissonné mais qui n'a pas encore été labouré ni semé.
Le chaume est ensuite enfoui dans le sol par une façon culturale appelée déchaumage, généralement suivie d'un labour, ce qui permet de restituer au sol de la matière organique.
Dans certains cas, on peut pratiquer une culture intercalaire, éventuellement par semis direct sur chaume, de façon à limiter le développement des mauvaises herbes et lutter contre l'érosion du sol.
Le chaume, ainsi que les restes de paille, peut aussi être brûlé, mais cette pratique est souvent interdite ou encadrée selon la règlementation en vigueur dans les différents pays.

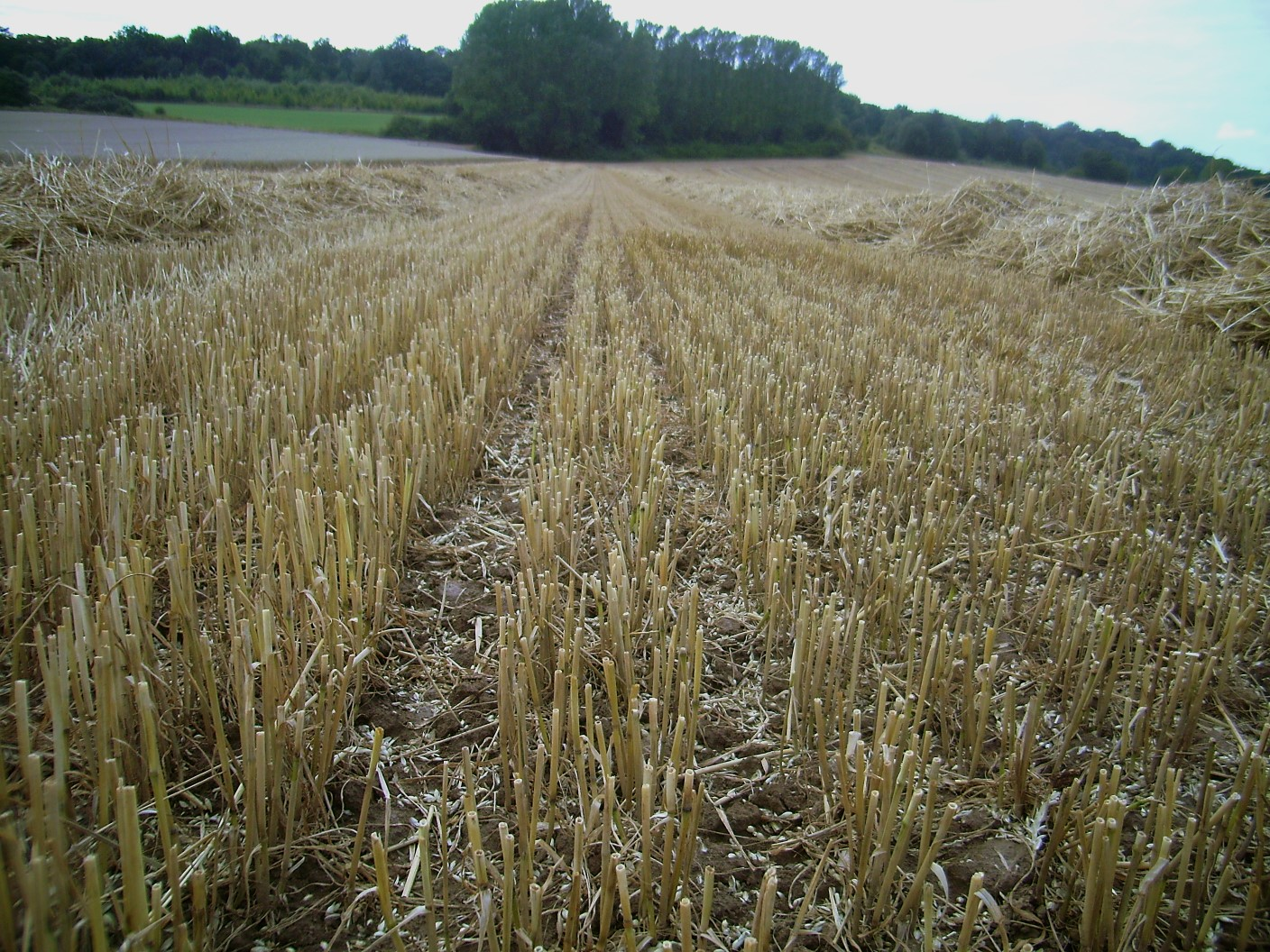
Chaumes de céréales.
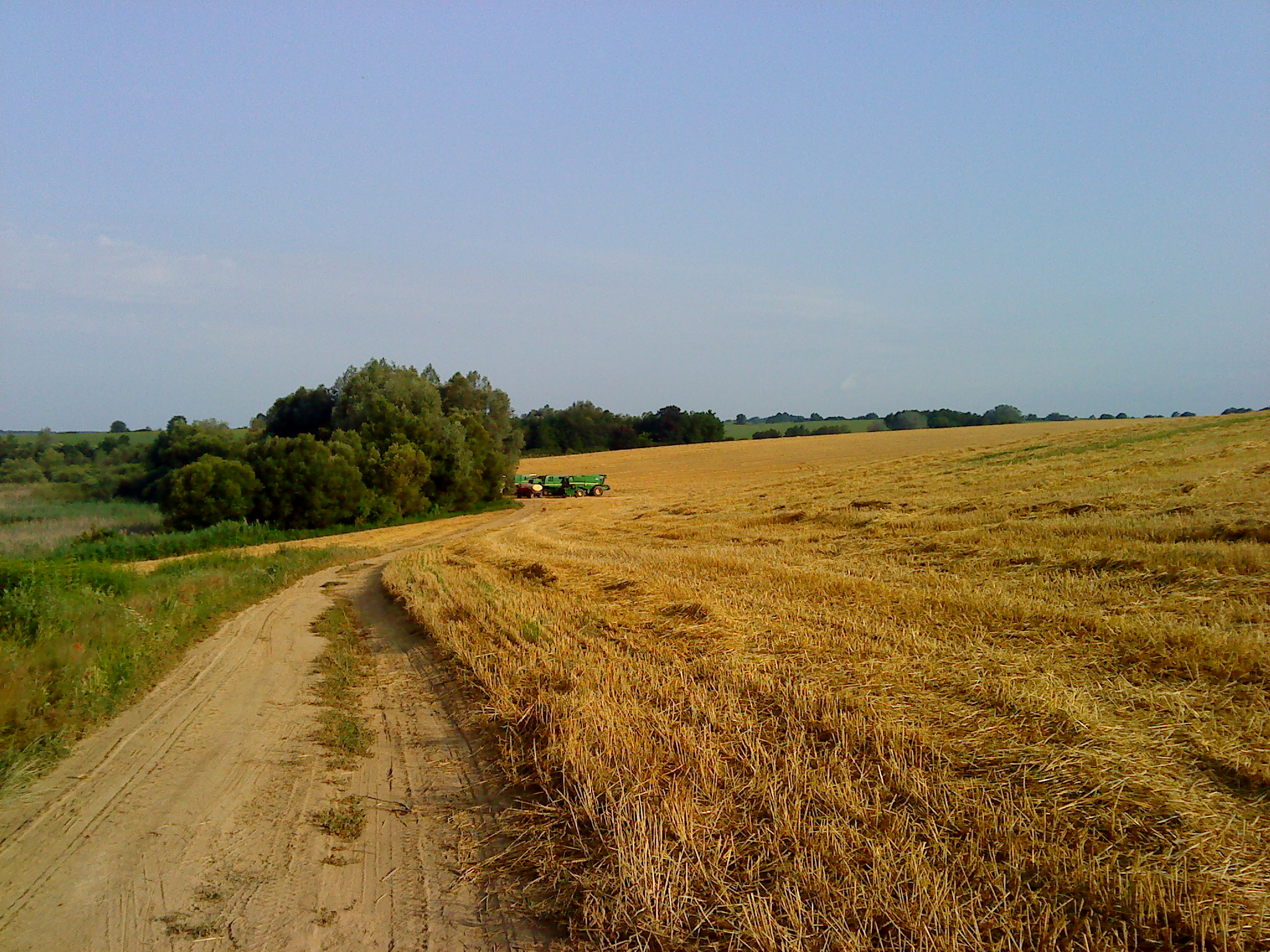
Champ couvert de chaume.
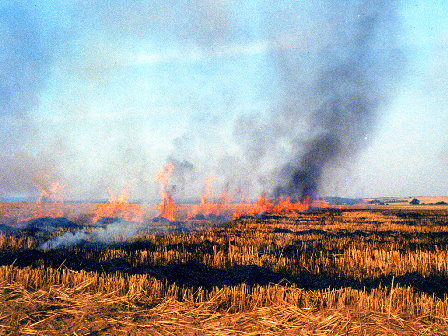
Brûlage de chaumes.
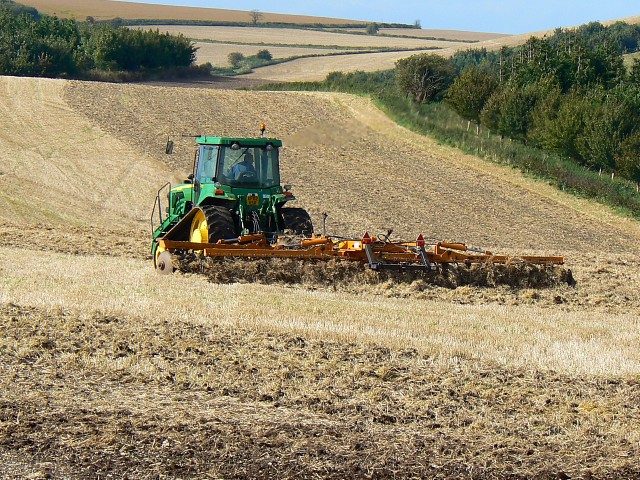
Déchaumage à l'aide d'une déchaumeuse à disques.
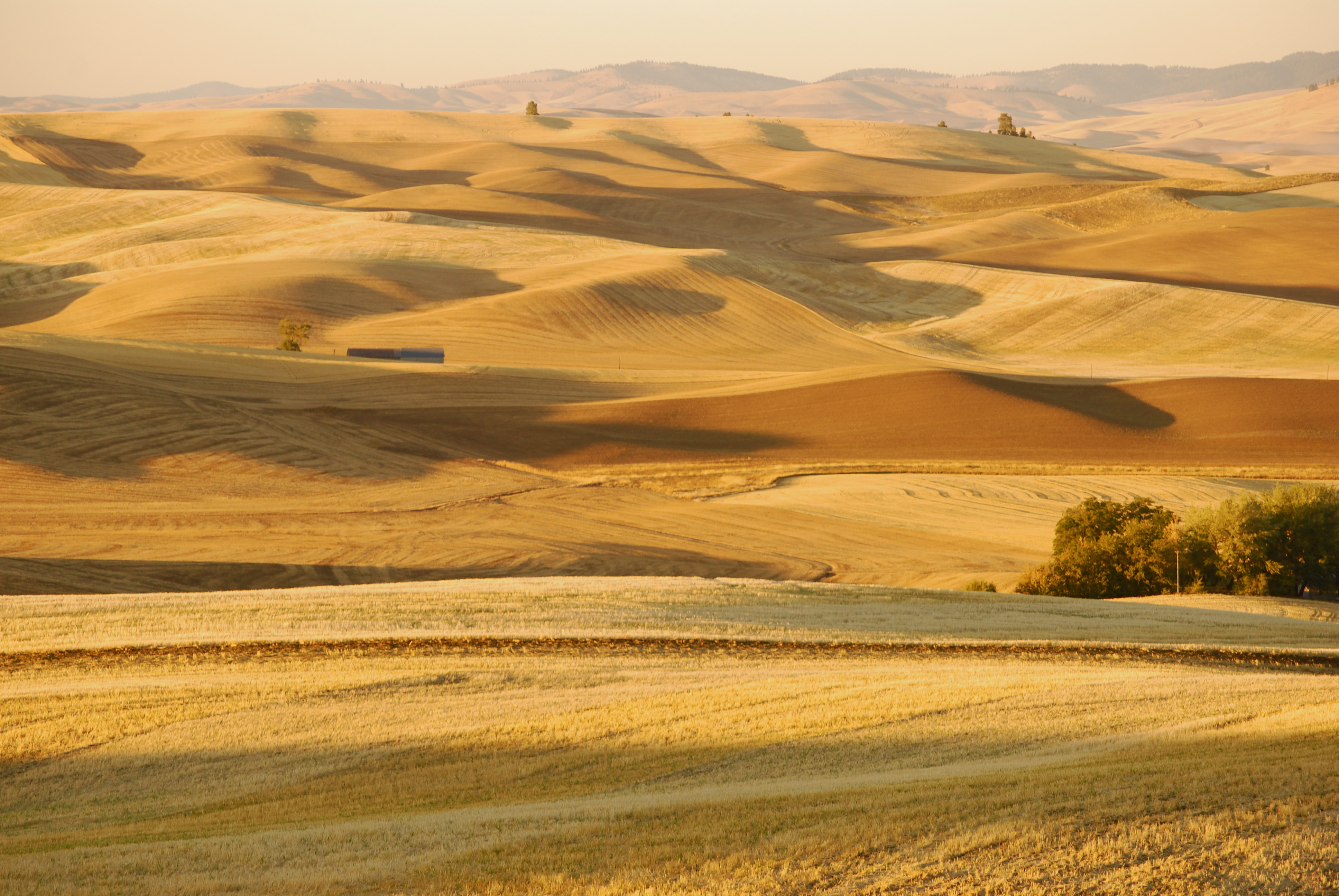
Champs de chaumes à perte de vue (Kamiak Butte, États-Unis).